# 시편 26편
시편 26편은 26편째 시편이며 “내가 나의 완전함에 행하였사오니 ... 여호와여 나를 판단하소서”로 시작한다.
시편은 히브리어 성경의 세 번째 부분이자 기독교 구약의 책이다. 성경의 그리스어 칠십인역과 라틴어 불가타 번역에서 사용되는 약간 다른 번호 체계에서 이 시편은 시편 25편이다. 라틴어에서는 "Iudica me Domine"으로 알려져 있다. 이 시편은 소제목에 의해 다윗의 것으로 간주된다. 앨버트 반스(Albert Barnes)는 "표제의 정확성을 의심할 이유가 없다"고 주장하지만 찰스와 에밀리 브릭스에 따르면 페르시아 시대(기원전 539년에서 333년)로 연대가 결정된다. 브릭스는 시편을 다음과 같이 설명한다.
성전 합창단에서 여호와께 경배하는 레위인의 청렴결백. (1) 그는 야훼께서 친히 증명하신 대로(1-2절) 행함에 있어 성실함과 야훼에 대한 확고한 신뢰를 고백한다. (2) 그는 하나님의 인자하심과 신실하심을 항상 의식하여 악인과의 모든 교제를 멀리한다(3-4절). (3)악인의 무리를 미워하시고 스스로 정결케 하여 제사를 드리신다(5-6절). (4) 성전을 사랑하며(8절) 여호와를 찬송하며 합창하며(12절)
그들은 9절부터 11절까지의 "기도와 예배의 요소"가 나중에 편집자가 추가한 것이라고 덧붙이다.
시편은 유대교, 가톨릭, 루터교, 성공회 및 비순응주의 개신교 예식의 정규 부분을 구성한다.

## 내용
1. 내가 나의 완전함에 행하였사오며 흔들리지 아니하고 여호와를 의지하였사오니 여호와여 나를 판단하소서
2. 여호와여 나를 살피시고 시험하사 내 뜻과 내 양심을 단련하소서
3. 주의 인자하심이 내 목전에 있나이다 내가 주의 진리 중에 행하여
4. 허망한 사람과 같이 앉지 아니하였사오니 간사한 자와 동행하지도 아니하리이다
5. 내가 행악자의 집회를 미워하오니 악한 자와 같이 앉지 아니하리이다
6. 여호와여 내가 무죄하므로 손을 씻고 주의 제단에 두루 다니며
7. 감사의 소리를 들려 주고 주의 기이한 모든 일을 말하리이다
8. 여호와여 내가 주께서 계신 집과 주의 영광이 머무는 곳을 사랑하오니
9. 내 영혼을 죄인과 함께, 내 생명을 살인자와 함께 거두지 마소서
10. 그들의 손에 사악함이 있고 그들의 오른손에 뇌물이 가득하오나
11. 나는 나의 완전함에 행하오리니 나를 속량하시고 내게 은혜를 베푸소서
12. 내 발이 평탄한 데에 섰사오니 무리 가운데에서 여호와를 송축하리이다

### 히브리어 버전
| 절 | 내용                                                          |
| -- | ------------------------------------------------------------- |
| 1  | ;לְדָוִד: שָׁפְטֵנִי יְהוָה-- כִּי-אֲנִי, בְּתֻמִּי הָלַכְתִּי .וּבַיהוָה בָּטַחְתִּי, לֹא אֶמְעָד |
| 2  | .בְּחָנֵנִי יְהוָה וְנַסֵּנִי; צרופה (צָרְפָה) כִלְיוֹתַי וְלִבִּי                   |
| 3  | .כִּי-חַסְדְּךָ, לְנֶגֶד עֵינָי; וְהִתְהַלַּכְתִּי, בַּאֲמִתֶּךָ                          |
| 4  | .א-יָשַׁבְתִּי, עִם-מְתֵי-שָׁוְא; וְעִם נַעֲלָמִים, לֹא אָבוֹא                     |
| 5  | .שָׂנֵאתִי, קְהַל מְרֵעִים; וְעִם-רְשָׁעִים, לֹא אֵשֵׁב                          |
| 6  | .אֶרְחַץ בְּנִקָּיוֹן כַּפָּי; וַאֲסֹבְבָה אֶת-מִזְבַּחֲךָ יְהוָה                        |
| 7  | .לַשְׁמִעַ, בְּקוֹל תּוֹדָה; וּלְסַפֵּר, כָּל-נִפְלְאוֹתֶיךָ                          |
| 8  | .יְהוָה--אָהַבְתִּי, מְעוֹן בֵּיתֶךָ; וּמְקוֹם, מִשְׁכַּן כְּבוֹדֶךָ                    |
| 9  | .אַל-תֶּאֱסֹף עִם-חַטָּאִים נַפְשִׁי; וְעִם-אַנְשֵׁי דָמִים חַיָּי                     |
| 10 | .אֲשֶׁר-בִּידֵיהֶם זִמָּה; וִימִינָם, מָלְאָה שֹּׁחַד                             |
| 11 | .וַאֲנִי, בְּתֻמִּי אֵלֵךְ; פְּדֵנִי וְחָנֵּנִי                                   |
| 12 | .רַגְלִי, עָמְדָה בְמִישׁוֹר; בְּמַקְהֵלִים, אֲבָרֵךְ יְהוָה                        |

## 구조
이 시편은 두 부분으로 나뉜다.
1. 1-11절 시편 기자를 위한 탄원과 정의
2. 12절: 확실하게 들으시며 서원한 것이 확실함

다음과 같은 관찰을 할 수 있다.
- 불만의 부재. 행동 부재의 특이성은 시편에 있다. 어떤 식으로든 시편 기자에게 위험을 초래하는 악인에 대한 언급이 없음.
- 사원을 강조. 시편은 "여호와의 집"(8절)과 "집회"(12절)뿐만 아니라 시편 기자가 성전에서 행하는 의식, 즉 상징적인 손 씻기, 제단(6절)과 이어지는 노래(7절)을 참조함.